# Anna Franziska Schwarzbach

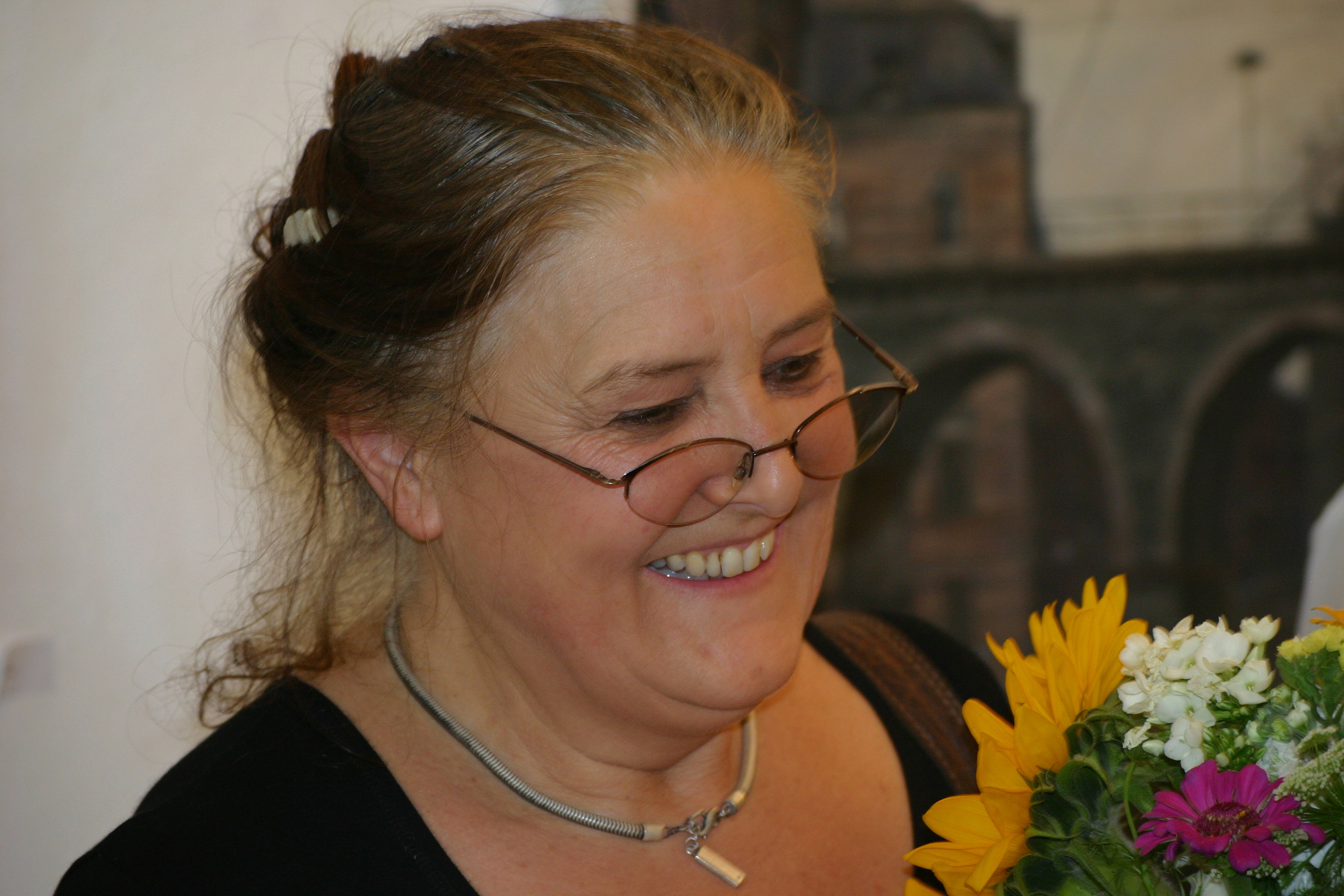
Anna Franziska Schwarzbach, 2013

Anna Franziska Schwarzbach geb. Brockhage (bis 1990 Franziska Lobeck; * 21. September 1949 in Rittersgrün, Sachsen) ist eine deutsche Architektin, Medailleurin und Bildhauerin.

## Leben und Wirken

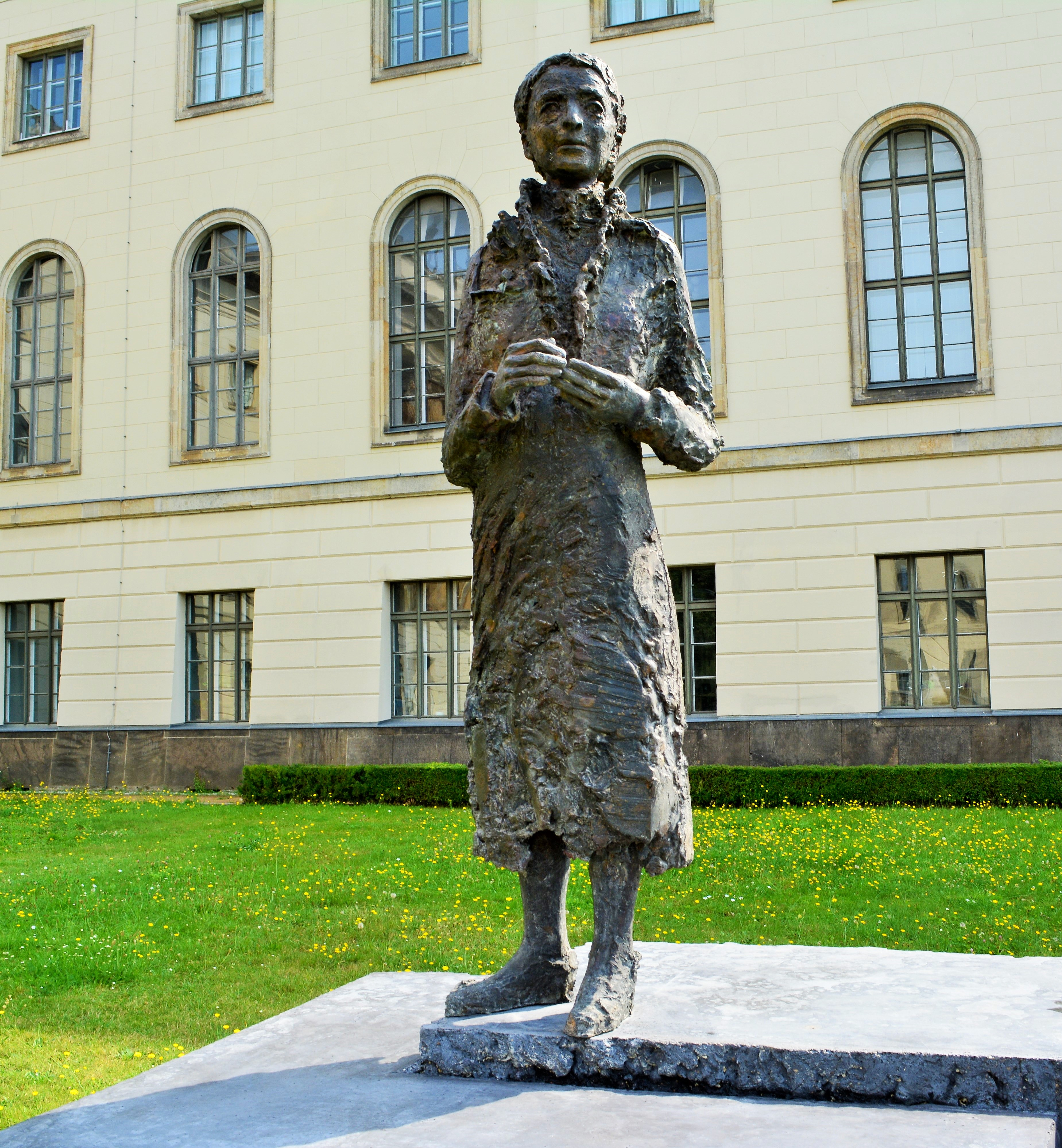
Lise Meitner Denkmal Unter den Linden Berlin

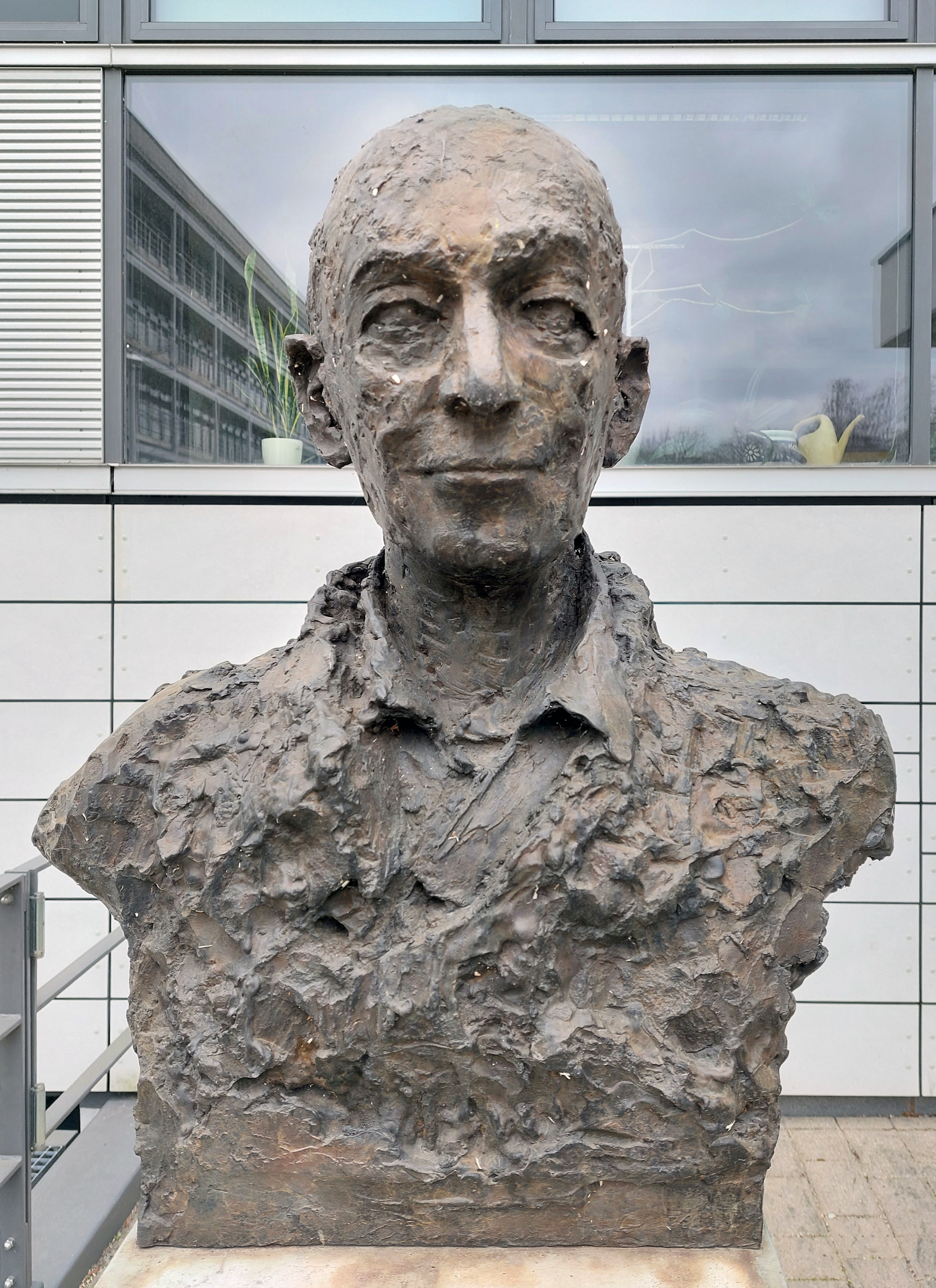
Büste Robert-Rössle-Str. 10 (Buch) 2012

Die Tochter des Bildhauers und Formgestalters Hans Brockhage legte 1968 das Abitur an der Bertolt-Brecht-Oberschule in Schwarzenberg/Erzgeb. ab und studierte danach Architektur an der Kunsthochschule Berlin-Weißensee bei Selman Selmanagić. Nach dem Abschluss des Studiums mit Diplom 1973 war sie bis 1975 als Architektin mit Arbeiten am Theatersaal am Berliner Palast der Republik beschäftigt. Von 1975 bis 1979 absolvierte sie ein Abendstudium der Portraitplastik an der Kunsthochschule Berlin-Weißensee. Seit 1977 ist sie freischaffende Bildhauerin.
Schwarzbach ist Mitglied in der Deutschen Gesellschaft für Medaillenkunst und gehört dem Künstlerkreis der Berliner Medailleure an.
Ihr Arbeitsgebiet reicht von der Kunst im öffentlichen Raum über Skulpturen aus Bronze, Stein, Holz und Eisenguss bis zur Kleinplastik und Medaillen. Sie ist eine der wenigen Bildhauerinnen, die sich mit dem Eisenguss befassen, der sie besonders fasziniert. Ebenso ist sie grafisch tätig und pflegt dabei neben anderen Drucktechniken besonders die Radierung.
Sie lebt und arbeitet in Berlin und ist mit dem Restaurator Peter Schwarzbach verheiratet.

### Paul-Gerhardt-Medaille

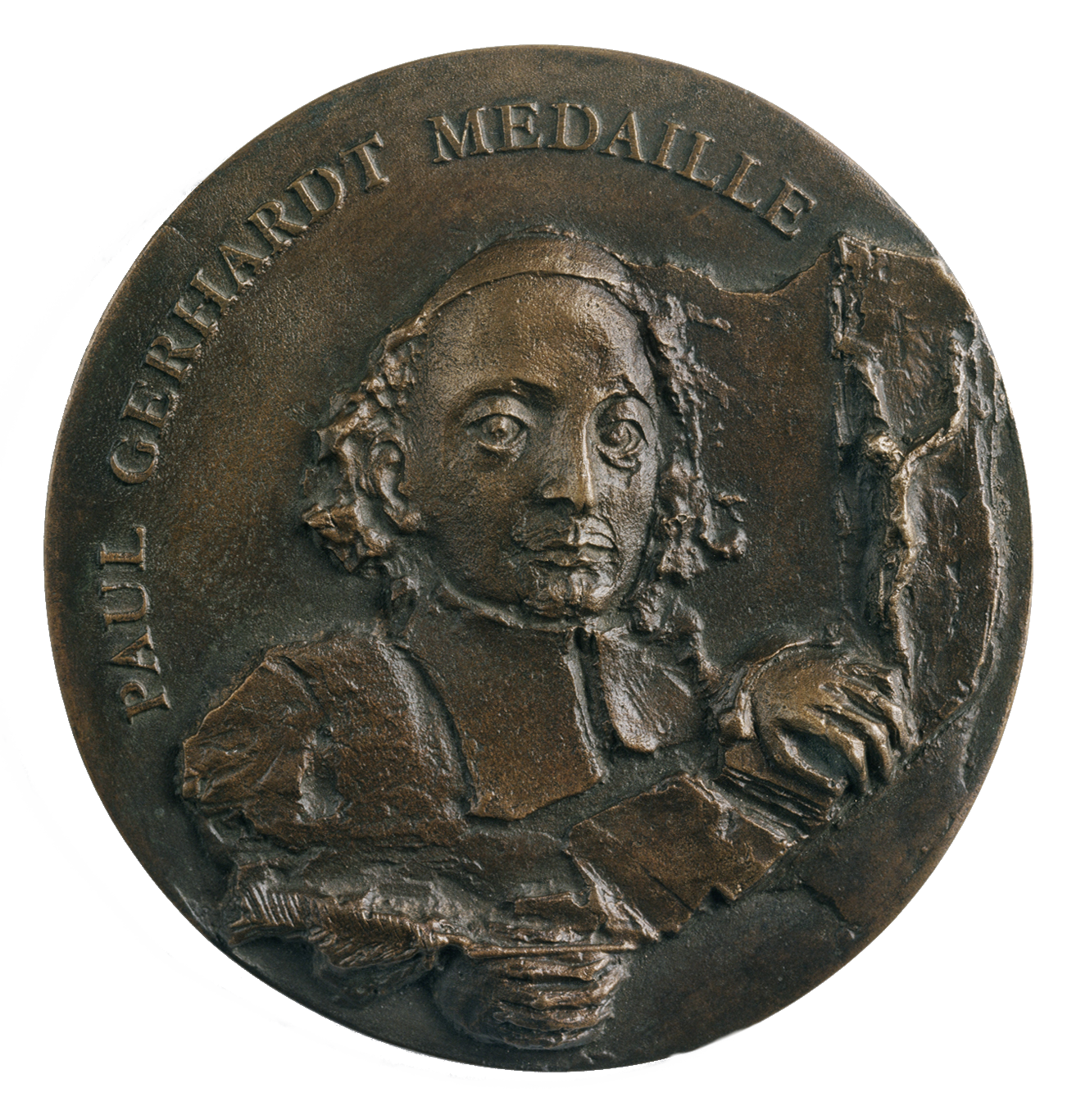
Paul Gerhardt Medaille 2001

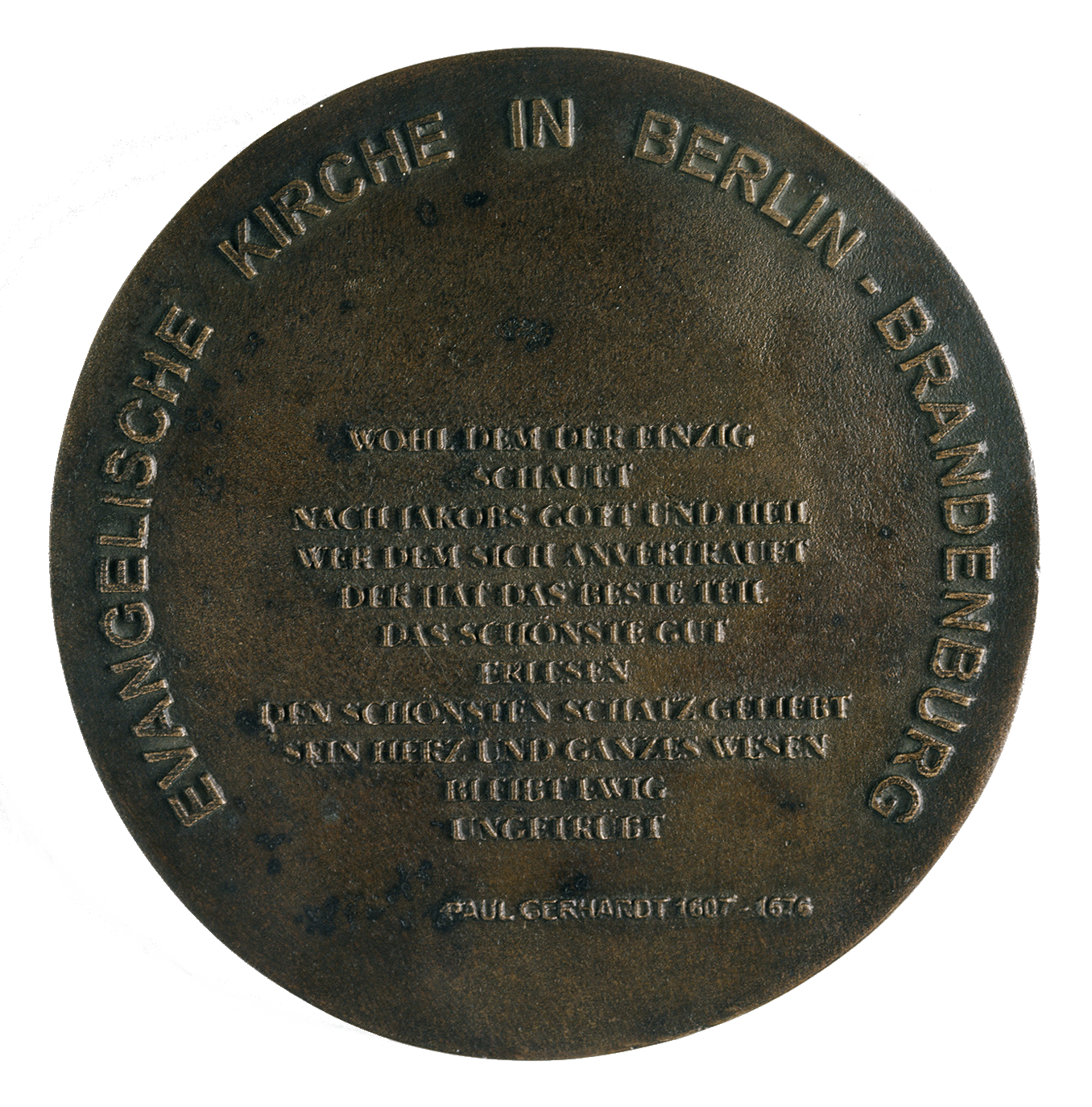
Rückseite Paul Gerhard Medaille 2001

Die Paul-Gerhardt-Medaille wurde von Anna Franziska Schwarzbach gestaltet und modelliert. Die Plakette besteht aus Bronze und zeigt das Bildnis des evangelisch-lutherischen Theologen und bedeutendsten deutschsprachigen Kirchenliederdichters Paul Gerhardt (1607–1676). Sie wird seit 2001 jährlich verliehen.
Aufschrift Rückseite:

Wohl dem, der einzig schauet

nach Jakobs Gott und Heil!

Wer dem sich anvertrauet,

der hat das beste Teil,

das höchste Gut erlesen,

den schönsten Schatz geliebt;

sein Herz und ganzes Wesen

bleibt ewig unbetrübt.

  Paul Gerhard 1607-1676
Mit der Medaille ehrt die Evangelische Kirche Berlin-Brandenburg-schlesische Oberlausitz (EKBO) Christen, die sich durch außergewöhnliches Engagement in kirchlichen Projekten und Initiativen einbringen, zum Beispiel in den Jahren 2001 den Architekten und Denkmalpfleger Andreas Kitschke, 2006 Bernd Janowski (1957–2023), den ehemaligen Geschäftsführer des Förderkreises Alte Kirchen Berlin-Brandenburg, und 2023 die ehrenamtlichen Helfer für Geflüchtete aus der Ukraine, Monika Droese und Michael Broda aus Spremberg (Kreis Spree-Neiße). „Vor dem Hintergrund immer größer werdender gesellschaftlicher Herausforderungen“ wolle die EKBO mit der Medaille „Menschen würdigen, die durch ihr ehrenamtliches Engagement zum sozialen Zusammenhalt beitragen und anderen helfen, in Würde zu leben“, hieß es zur Begründung. „Was unsere Kirchengemeinden in den Wochen und Monaten seit Kriegsausbruch an und mit Geflüchteten geleistet haben, ist unübertroffen“, erklärte Harald Geywitz, Präses der Landessynode der EKBO, mit Blick auf den russischen Angriffskrieg auf die Ukraine. Die Spremberger Gemeinde sei beispielhaft für das Engagement, „und so sind es die beiden Geehrten.“

## Ehrungen
- 1992: Süddeutscher Medaillenpreis Schweinfurt
- 1995: Kunstpreis der ARAG Düsseldorf (heute: Kunstpreis des Vereins Berliner Künstler – Benninghauspreis)
- 1998: Ernst-Rietschel-Kunstpreis für Bildhauerei
- 2010: Frieda-Rosenthal-Preis der SPD Berlin-Lichtenberg
- 2010: Hilde-Broër-Preis für Medaillenkunst der Deutschen Gesellschaft für Medaillenkunst und der Gemeinde Kressbronn für ihr „originelles wie komplexes, zeitbezogenens wie zeitloses Werk“[4]
- 2016: Deutscher Medailleurpreis der Deutschen Gesellschaft für Medaillenkunst und der Stadt Suhl
- 2020: J. Sanford Saltus Medal Award for outstanding achievement in medallic art der American Numismatic Society[5]
- 2021: Brandenburgischer Kunstpreis für Bildhauerei

## Ausstellungen
- 1983–1989: Galerie Sophienstraße 8 Berlin, Galerie Bunte Stube Ahrenshoop, Schloss Oppurg, Galerie Oben Karl-Marx-Stadt, Galerie Rotunde, Altes Museum Berlin, Galerie Silberstein Schwarzenberg mit P. Schwarzbach
- 1990–1995: Brecht-Haus-Weißensee Berlin mit E. König, Galerie Berliner Grafikpresse mit Wienkowsky, Galerie-ODER-Form Berlin mit Hans Brockhage, Schloss Rheinsberg mit E. König, Galerie Netuschil Darmstadt; Galerie Hintersdorf mit H. D. Sailer, Hofgalerie Bullmann & Wunsch Chemnitz; Kunstgussmuseum Lauchhammer; Rathaus Leonberg; VBK Berlin; ARAG Düsseldorf
- 1996–1999: Havelberger Dom; Kunsthof Halberstadt; Galerie Netuschil; Alte Völklinger Hütte Saarland; Böll Bibliothek Berlin; Galerie Mite Berlin mit Dietrich Noßky; Kulturforum Villa Oppenheim Berlin; Galerie Himmelreich Magdeburg; Galerie im Kloster Ribnitz Damgarten; GEHAG-Forum Berlin
- 2000–2004: Magdeburger Dom; Schloss Wolkenburg; Rathaus Fürstenwalde; Galerie Petra Lange Berlin mit Guy Michels; Galerie d’Art du Théatre d’Esch/Alzette Luxemburg; Exhibition of contemporary art from Germany CERN Genf; Botanischer Garten Berlin; Museum der Stadt Zerbst; Galerie Rosenkranz; Schlossbergmuseum Chemnitz; Evangelische Kirche Hückelhoven; Roter Turm Jena
- 2005: Galerie M, Berlin (mit Peter Schulz Leonhardt)[6]
- 2009/2010: Kunstgießerei Flierl, Berlin[7][8]
- 2013: Galerie Forum Amalienpark, Berlin-Pankow: Konrad Knebel & Anna Franziska Schwarzbach – Malerei und Skulptur[9]
- 2015: Schadow-Haus des Deutschen Bundestags[10]
- 2018: Porträts kluger Frauen, Humboldt-Universität Berlin, Kustodie. Diese Ausstellung wurde von Anna Franziska Schwarzbach und Angelika Keune kuratiert.
- 2022: Kunstmuseum Moritzburg Halle (Saale)
- 2023: Wustrow, Kunstscheune Barnsdorf (mit Malte Brekenfeld und Hans Scheib)[11]

### Ausstellungsbeteiligungen in der DDR und der Bundesrepublik
- 1979, 1981 und 1983: Berlin, Bezirkskunstausstellungen
- 1980: Frankfurt/Oder, Sport- und Ausstellungszentrum („Junge Künstler der DDR“)
- 1980: Berlin, Berlin, Treptower Park („Plastik und Blumen“)
- 1982/1983 und 1987/1988: Dresden, IX. und X. Kunstausstellung der DDR
- 1984: Berlin, Altes Museum („Junge Künstler der DDR“)
- 1984: Berlin, Altes Museum („Alltag und Epoche“)
- 1985: Erfurt, Gelände der Internationalen Gartenbauausstellung („Künstler im Bündnis“)
- 1985/1986: Stuttgart, Galerie unterm Turm, und Bremen, Galerie in der Böttcherstraße („DDR-Künstlerinnen“)
- 1986: Fürstenwalde, Altes Rathaus („Miniatur in der bildenden Kunst der DDR“)
- 1987: Bonn, Rheinisches Landesmuseum, München, Staatsgalerie Moderne Kunst, und Mannheim, Kunsthalle Mannheim („Bildhauerkunst aus der DDR“)
- 1989: Fellbach, Schwabenlandhalle („Kleinplastik“)

## Werke (Auswahl)

### Medaillenkunst
- 2010: Bischofskreuz, Silber und Gold, Evangelische Landeskirche in Mitteldeutschland[12]

### Arbeiten im öffentlichen Raum

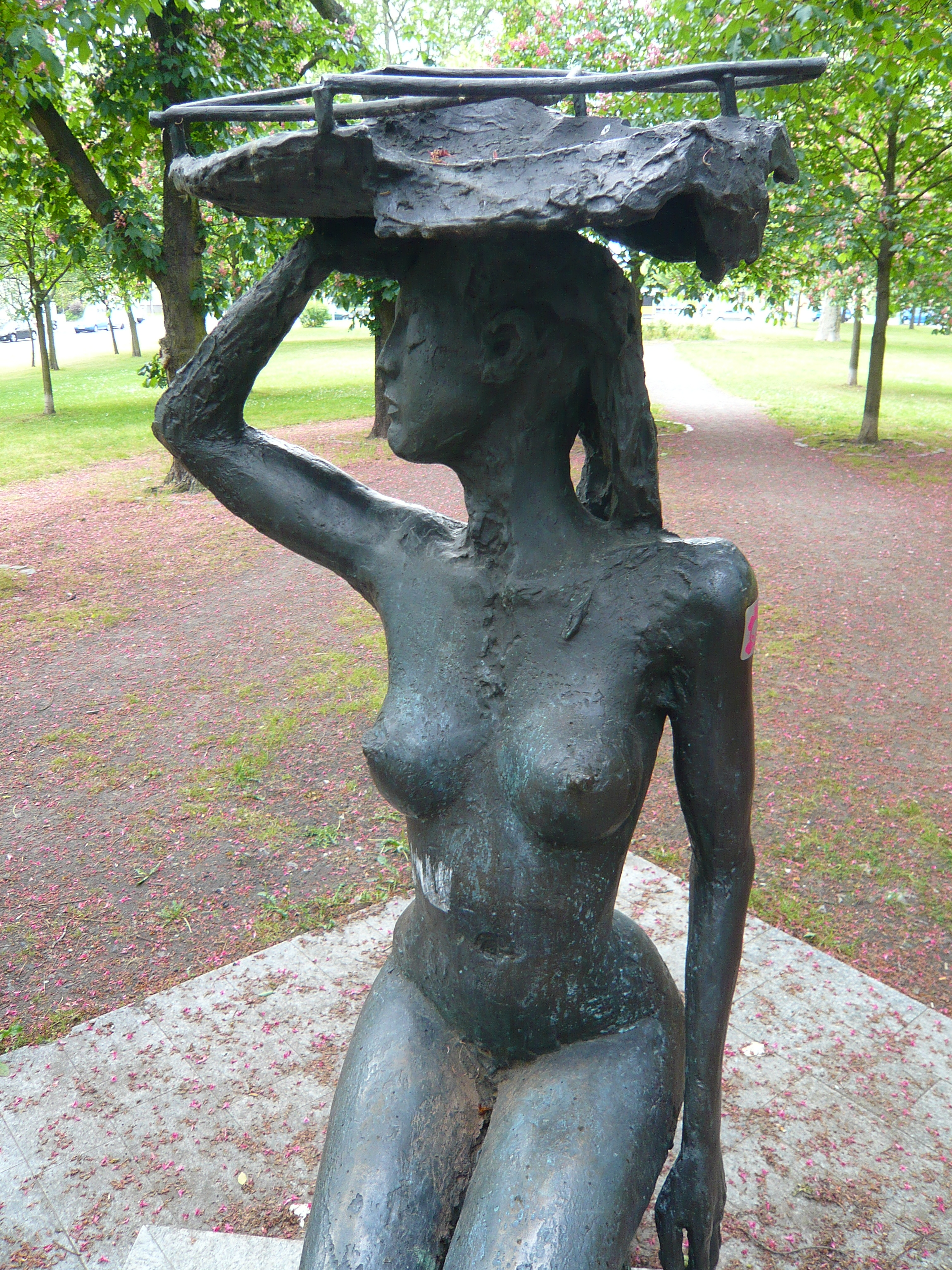
Skulptur Knieende Dame mit Schale in Berlin-Prenzlauer Berg, genannt die Nackte vom Ostseeplatz

- 2004–2009: Türgriffe an den Hauptportalen der Göttinger Stadtkirchen St. Jacobi (Wanderfalke, 2005), St. Marien (Einhorn, 2006), St. Johannis (Fische, 2006), und St. Albani (Phönix, 2009). Diese Kunstaktion geht darauf zurück, dass 2003 die Türgriffe von den Hauptportalen von St. Marien, St. Johannis und St. Jacobi gestohlen worden waren.[13]
- 2010: Balkentragender Christus, 2010, Plastik, Bonhoeffer-Kirche Friedrichsbrunn[14]
- 2014: Lise Meitner, Denkmal, Humboldt-Universität zu Berlin[15]
- 2017: Porträtbüste Marie-Elisabeth Lüders, auf einem weißen steinernen Sockel mit goldener Inschrift; Auftragswerk des Deutschen Bundestages zur Würdigung der Namensgeberin des entsprechenden Verwaltungsbaus[16]
- 2019: Porträtbüste Friedrich Jung, zur Ehrung des Pharmakologen aufgestellt im Wissenschaftsmuseum auf dem Campus Berlin-Buch

### Bildhauersymposien
- 2000 Mahnmal an die Mordopfer des nationalsozialistischen Euthanasieprogramms, Skulpturenpark des Max-Delbrück-Centrum für Molekulare Medizin (MDC), Berlin[17]